# Lake Cassidy (Washington)
Lake Cassidy es un lugar designado por el censo ubicado en el condado de Snohomish en el estado estadounidense de Washington. En el año 2010 tenía una población de 3.415 habitantes.

## Geografía
Lake Cassidy se encuentra ubicado en las coordenadas 48°3′57″N 122°4′57″O / 48.06583, -122.08250.